# 木村剛 (俳優)
木村 剛（きむら たけし、1977年9月28日 - ）は、日本の元俳優、元歌手、ロックバンド・THE LANTERNの元ボーカリスト。神奈川県茅ヶ崎市出身。既婚。

## 略歴
16歳ごろからモデル活動を開始、多数のCMに出演。俳優としては20歳ごろから活動を開始し、2002年に特撮テレビドラマ『仮面ライダー龍騎』で登場話数2回で鮮烈に退場する悪役ゲストにして、須藤雅史 / 仮面ライダーシザース役で広く名前が知られる。
音楽活動としては、2000年にダニエル（現・伊礼彼方）らとポックロックバンドTHE LANTERNを結成。ヴォーカル兼ギタリストとして精力的に路上ライブ活動を行う。2003年にはテレビ朝日系『ストリートファイターズ』で、ストリートミュージシャン全国人気ランキング4週1位を獲得。
2003年、TBS『スポーツマンNo.1決定戦』に2回出場。巨大跳び箱（モンスターボックス）などの種目で好成績を残し、その年の『マッスルミュージカル』出演へと繋がった。以降もドラマ、CM・広告モデル、バラエティ出演などで活動していた。
2006年4月15日、結婚と同時に芸能活動を引退し、THE LANTERNからも脱退。その発表と前後して同年3月に同社の不動産部門に入社、宅地建物取引士の資格を取り分譲マンション販売営業として勤務していることが判明した。ピタットハウスふじみ野店店長を経て、現在はピタットハウス鎌取店店舗責任者として勤務している。

## 作品

### THE LANTERN
メンバーは木村（ボーカル・ギター）、ダニエル（ボーカル・ベース）、杉本哲也（ドラムス）で構成されたスリーピース・バンド。2000年8月に結成。2003年にダニエルが脱退。2006年に解散した。

#### CD
- Only WAN（2001年5月）
- JUMP（2002年01月11日）
- 最高な日々（2002年11月）
- 弾丸をぶっ放せ!（2006年02月22日）

### ソロシングル
- ハピネス（1998年2月）
- LASTSHOW（1998年10月）

## 出演

### テレビドラマ
- TOKYO23区の女 第15回「中野区の女」（1996年7月13日、フジテレビ）
- 金魚のフン（1996年8月25日 - 9月29日、テレビ朝日） - 亀戸つるひこ 役
- エコエコアザラク 第5話（1997年3月2日、テレビ東京） - 星野雄次 役
- Dの遺伝子 第14話「少年弁護士」（1997年7月22日、フジテレビ） - 岩井公平 役
- 金のたまご 第10話 - 最終話（1997年9月4日 - 18日、TBS） - 木村剛 役
- ビーチボーイズ 最終話（1997年9月22日、フジテレビ） - 小倉 役
- お水の花道 第7話（1999年2月17日、フジテレビ） - 永瀬 役
- 浜田雅功の実験ドラマ 平成ミステリー事件簿「御陽気三警官春」（1999年3月18日、ABCテレビ・テレビ朝日系）
- 田舎で暮らそうよ（1999年7月14日 - 9月15日、テレビ東京） - 西川優 役
- アナザヘヴン〜eclipse〜 第8話（2000年6月8日、テレビ朝日）
- 狂った夏「花火の想い出」（2000年8月、TBS）
- ノンフィクションドラマ 遭難（2001年3月23日、NHK BS2 / 8月20日、NHK総合）
- 十三夜 霊界からの招待状 第十二夜「生霊」（2001年12月22日、tvk / 12月23日、KBS京都）
- 賢者の贈り物「HOTDOG EXPRESS」（2001年12月24日、広島ホームテレビ・テレビ朝日系）
- 仮面ライダー龍騎 第5話・第6話（2002年3月3日・10日、テレビ朝日） - 須藤雅史 役（友情出演）
  - 仮面ライダー龍騎スペシャル 13RIDERS（2002年9月19日） - 須藤雅史 / 仮面ライダーシザース 役（友情出演）
- 真実一路 第37話・第39話・最終話（2003年11月19日・21日・12月26日、東海テレビ・フジテレビ系） - 大越譲 役
- 初恋.com 第2話・最終話（2003年12月23日・25日、日本テレビ） - 神谷隆史 役
- Deep Love 〜ホスト〜（2005年1月7日 - 3月18日、テレビ東京） - 和樹 役
- 曲がり角の彼女 第2話（2005年4月26日、関西テレビ・フジテレビ系）
- Pinkの遺伝子 第9話・第10話（2005年11月29日・12月6日、テレビ東京） - 桐ノ院司 役
- 生物彗星WoO 第6話（2006年6月11日、NHK BS-hi） - 犬の飼い主 役

### 映画
- 友子の場合（1996年8月10日、東映） - 小林太郎 役
- ぼくは勉強ができない（1996年6月8日、東宝） - 後藤正晴 役
- イノセントワールド（1998年10月3日、東北新社 / ゼアリズ） - ミズキ 役
- サークルゲーム（2002年8月10日、ENGEL） - 江崎正敏 役
- 電車男（2005年6月4日、東宝）
- ねこ（公開年不明）

### オリジナルビデオ
- Saturday Nightmare〜のろいのサマーバケーション（2000年12月8日、グルーヴコーポレーション） - 上島義広 役
- 湘南爆走族（2001年4月6日、カレス・コミュニケーションズ） - 石川晃 役
  - 湘南爆走族2（2001年12月7日）
- 心霊写真奇譚「届けられたモノ」（2006年7月28日、フォーサイド・ドット・コム） - 一彦 役

### ミュージカル
- マッスルミュージカル LOVE OF MUSCLE（2003年4月26日 - 5月11日、赤坂ACTシアター）

### CM
- マツモトキヨシ「男の子」篇
- 日本コカ・コーラ コカ・コーラ
- maxell アルカリエース
- NTTコミュニケーションズ
- 明治製菓 ガルボ
- JR SKISKI（1998年）
- NEC FOMA N2002（2002年）
- 日本コカ・コーラ 爽健美茶「HOTPET」篇（2002年9月 - 12月）
- 京セラ au 携帯電話（2002年10月 - 2003年5月）
- パラマウントベッド（2003年12月 - 2004年12月）
- ベルリッツ（2004年3月 - 2005年3月）
- NHK「受信料キャンペーン」（2004年3月 - 6月）

### ゲーム
- 仮面ライダー龍騎（2002年、バンダイ） - 仮面ライダーシザース 役